# Dprevank
Dprevank (en armenio: Դպրեվանք) es una comunidad rural de la provincia de Aragatsotn, Armenia. Según el censo de 2011, tiene una población de 47 habitantes.
Se ubica en la periferia oriental de Aruch, junto a la carretera M1 que une Ereván con Guiumri, unos 20 km al oeste de Ashtarak.